# Ferdinand Eberstadt
Ferdinand Falk Eberstadt (geboren am 14. Januar 1808 in Worms; gestorben am 9. Februar 1888 in Mannheim) war ein deutscher Kaufmann und Politiker.

## Leben
Eberstadt entstammte einer seit dem 17. Jahrhundert in Worms nachgewiesenen jüdischen Familie. Seine Eltern waren Amschel Löb (August Ludwig) Eberstadt (1771–1839) und Esther Gernsheim (1775–1819). Er besuchte die Sekundärschule (heute: Gauß-Gymnasium Worms) in Worms und trat dann in den väterlichen Textil- und Kurzwarengroßhandel ein. Am 1. Februar 1839 übernahm er nach dem Tod des Vaters gemeinsam mit seinen Brüdern die Firma, deren Handlungsvollmacht er bereits seit dem 1. März 1828 innehatte. Durch die Erbschaft gehörte die Familie zu den reichsten Juden in Worms. Eberstadt heiratete am 10. Januar 1837 Sara Zelie Seligmann aus Kreuznach. Gemeinsam hatten sie zehn Kinder darunter Bertha Hirsch, die in Mannheim geheiratet hatte.
Er war von 1840 bis 1847 Mitglied des Vorstandes der jüdischen Gemeinde Worms und einer derjenigen Juden in Worms, die eine Liberalisierung des jüdischen Gottesdienstes betrieben. Pessach 1847 wurde der erste in deutscher Sprache gehaltene Gottesdienst gefeiert, wobei – ebenfalls erstmals – die Trennung zwischen Frauen und Männern in der Synagoge aufgehoben war.
1847 wurde Eberstadt zum Schöffen bei den Assisen zu Mainz gewählt. Zur gleichen Zeit war er Mitglied der Handelskammer, des Hochkomitees und des Not- und Hilfsvereines.

### Revolution von 1848
Im Vorfeld der Revolution hatten sich in Worms zwei politische Lager herausgebildet. Eberstadt gehörte zu einer Gruppe von Handwerkern und Kleinbürgern, die das demokratisch gesinnte Bürgerkomitee bildeten. Weitere Mitglieder waren der Weingutsbesitzer Johann Philipp Bandel, den Arzt Ferdinand von Loehr. Am 1. März 1848 richteten diese eine Petition an ihren Abgeordneten in Darmstadt. Später überwachten sie die Ausführung der Bewilligungen des Edikts des Großherzogs von Hessen vom 6. März 1848.
Nach Auflösung des Komitees wurde am 21. Juni 1848 der Wormser Demokratenverein gegründet, dessen Vorstand Eberstadt angehörte. Am 10. April 1848 trat der Wehrrat an die Spitze der Wormser Bürgerwehr und er arbeitete als Mitglied an der Fassung eines provisorischen Wehrgesetzes der Stadt Worms mit, das am 15. April in Kraft trat. Der Wehrrat wurde am 26. Juni durch die Bürgerwehrkommandantur ersetzt, deren Schriftführer er war. Auf der Wormser Volksversammlung vom 6. August 1848, sprach auch sein Cousin Ludwig Bamberger. Dem Demokratenverein gelang es mit gezielten Veröffentlichungen die öffentliche Meinung zu beeinflussen. Durch den Rücktritt des bisherigen Bürgermeisters Friedrich Renz wurde im Januar 1849 daher eine Bürgermeisterwahl notwendig.

### Bürgermeister von Worms
Eberstadts politisches Engagement führte dazu, dass er als erster Jude Deutschlands in das Amt eines Bürgermeisters (von 1849 bis 1852) eingesetzt wurde. Der Wahlkampf wurde erbittert geführt und auf einer Flugschrift wurde folgender Reim veröffentlichter, mit dem er verspottet wurde:
Wollt ihr die Schand der Stadt

wählt nur den Bandel,

und nehmt den Eberstadt

zum Juden Handel,

wollt ihr den Bankerott

zum städtischen Lenker,

so macht die Stadt zum Spott

und wählt den Blenker.
Bei der Wahl vom 14. März 1849 waren die drei in dem Rein genannten Kandidaten der Weinhändler Ludwig Blenker, der Weingutbesitzer Johann Philipp Bandel und Eberstadt gewählt, und er wurde von der Hessischen Staatsregierung für das Amt ausgewählt und zu der am 30. November 1849 stattfindenden Wahl zur Zweiten Kammer des Hessischen Landtags nach Mainz entsandt. Heinrich von Gagern ging aus dieser Wahl als Sieger hervor. Am 12. Dezember wurden die Mitglieder der Ersten Kammer gewählt, wo er ebenfalls unterlag. Erst am 2. Januar 1850, bei einer Nachwahl im Landkreis Odernheim / Oppenheim, konnte er die Mehrheit der Stimmen erringen und wurde am 16. Januar bei der Ersten Kammer des Hessischen Landtags eingeführt. Doch am 21. Januar löste sich der Landtag wieder auf, weil er sich in der Frage des Dreikönigsbündnisses nicht hatte einigen können.
Eberstadt wurde zudem vom 8. bis 10. Juli 1850 vor den Assisen (Schwurgericht) in Mainz als „intellectueller Urheber“ mit Johann Philipp Bandel (1785–1866) und Salomon Lohnstein (1809–1854) wegen erpresserischer Nötigung angeklagt. Sie wurden am 10. Oktober 1850 in dieser Angelegenheit zwar freigesprochen, doch lagen weitere Anklagepunkte gegen ihn vor:
- Beeinträchtigung der Wahlfreiheit bei den Landtagswahlen von 1849;
- Unregelmäßigkeiten bei der öffentlichen Bekanntgabe verschiedener Verfügungen des Ministeriums des Innern im Mai 1849;
- Ausstellung eines vordatierten Heimat- und Moralitätszeugnisses an einen jungen Wormser, der wegen Hoch- und Landesverrates angeklagt war.

Ab April 1850 war Eberstadt von seinem Bürgermeisteramt suspendiert. Nachdem alle Untersuchungen ergebnislos verlaufen waren, wurde er wieder in sein Amt eingesetzt. Als Bürgermeister setzte er sich für den Bau einer Eisenbahnstrecke nach Worms und den Brückenschlag über den Rhein ein. Beides wurde erst nach seiner Amtszeit ausgeführt. Im Mai 1852 wurde er kurzzeitig in den Wormser Gemeinderat gewählt. Am 25. September 1852 jedoch von der Übernahme eines Gemeinderatssitzes durch eine ministerielle Verfügung entbunden.

### Umzug nach Mannheim
Am 28. November 1857 reichte Eberstadt ein Gesuch für eine Auswanderungserlaubnis für sich, seine Frau und seine zehn Kinder ein, das am 1. Dezember bewilligt wurde. Ab dem 5. Dezember lebte die Familie in Mannheim. Dort gründete er am 1. Mai 1858 die Firma Ferd. Eberstadt und Cie., die später an seinen Sohn August Eberstadt (ca. 1830–ca. 1907) überging. Als Handelsgut vertrieb sie „Manufactur- und Wollwaaren, Wollgarne en gros“. 1862 schied Eberstadt aus der Familienfirma A. L. Eberstadt in Worms aus. Nach dem Verkauf um 1897 bestand die Mannheimer Firma bis etwa 1933 als Firma Ferd. Eberstadt und Cie., Nachfahren fort und hatte Niederlassungen in Apolda und Chemnitz.
In Mannheim wurden Kunst und Musik ein wichtiger Teil des Familienlebens. So ist überliefert, dass sich während der 1880er Jahre in der Musikalienhandlung Robert Sohler am Paradeplatz, Ecke Kunststraße, die Anhänger von Johannes Brahms um die Familien Eberstadt und Felix Hecht (verheiratet mit Helena Bamberger, einer Kusine seiner Frau Sara), Emil Hirsch (verheiratet mit Bertha Hirsch, geborene Eberstadt) und Bernhard Kahn (verheiratet mit Emma Stephanie geborene Eberstadt) scharten.
Eberstadt widmete sich im Führungsgremium der Fortschrittspartei auch in Mannheim der Politik und bildete mit dem Anwalt Heinrich von Feder und dem Verlagsbuchhändler Siegmund Bensheimer ein Konsortium zum Ankauf der Druckerei des Johann Schneider einschließlich der weit über die Grenzen Mannheims hinaus bekannten Neuen Badischen Landeszeitung. Zu diesem Zweck gründeten sie die „Mannheimer Verlagsdruckerei Aktiengesellschaft“, in der die Druckerei und die Zeitung aufgingen. Diese Gesellschaft bestand bis 1876, die Zeitung ging damals in den Besitz des Verlages Bensheimer über und wurde bis zum 28. Februar 1934 vertrieben.
Ferdinand und Sara Eberstadt sind auf dem Jüdischen Friedhof zu Mannheim in einem Grabmonument bestattet (Linker Mauerweg Nr. 11).